# 五輪大橋

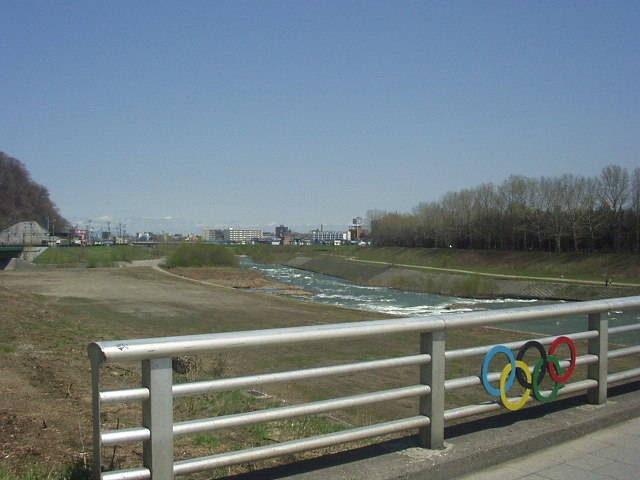
橋の柵にあるオリンピックシンボルと豊平川（2004年5月）

五輪大橋（ごりんおおはし）は、札幌市の豊平川にかかる橋。

## 概要
北海道道82号西野真駒内清田線（五輪通）の橋であり、国道230号（石山通）と真駒内公園を結んでいる。公園内にある五輪小橋が至近距離にある。
当初の名称は北の沢大橋（きたのさわおおはし）であったが、1972年（昭和47年）の『第11回冬季オリンピック札幌大会』（札幌オリンピック）開催に際して五輪大橋と改称した。
橋の両端には札幌ゆかりの彫刻家による作品が置かれている。これは、札幌オリンピック開催に合わせて札幌市が彫刻家に依頼したものである。東端両側が本郷新作「花束」、西端両側が山内壮夫作「飛翔」である。

## 歴史
1969年（昭和44年）8月に、工費2億2,700万円をかけて作られた。なお、橋には五輪大橋として開通した1970年（昭和45年）12月竣工と記されている。

## 周辺
橋の北側には北の沢川・中の沢川が豊平川と合流する地点がある。
川沿
- イオン藻岩店
- 札幌共立五輪橋病院

真駒内
- 真駒内公園
  - 豊平川さけ科学館
  - 真駒内屋外競技場（真駒内セキスイハイムスタジアム）
  - 真駒内屋内競技場（真駒内セキスイハイムアイスアリーナ）